# Lucie Prussog-Jahn
Lucie Prussog-Jahn (* 26. Januar 1900 in Breslau; † 1990 in Dresden) war eine deutsche Bildhauerin.

## Leben und Werk
Lucie Prussog arbeitete nach Ende ihrer Schulzeit als Volontärin in einer Bunzlauer Keramikfabrik. Sie wollte eigentlich Lehrerin werden, interessierte sich dann aber für die Bildhauerei. 1923 ging sie deshalb nach Dresden. Ihr Wunsch, bei Karl Albiker an der Kunstakademie zu studieren, erfüllt sich nicht, und sie begann stattdessen 1926 bei Georg Wrba ihr Studium der Bildhauerei, das sie sich förmlich erhungern musste. Sie wurde aktives Mitglied der Kommunistischen Studentenfraktion (Kostufra), zu der u. a. auch Fritz Schulze und Eva Schulze-Knabe gehörten. Gefördert durch Robert Sterl unternahm sie 1928 und 1930 Reisen nach Paris. 1928 heiratete sie den Maler Willy Jahn. Obwohl sie von Wrba vorher eine gute Beurteilung bekommen hatte, veranlasste dieser gegen den Einspruch des Studentenausschusses, dass sie 1929 von der Akademie relegiert wurde. Danach arbeitete sie in Dresden als freischaffende Bildhauerin. Sie war Mitglied der „Gruppe Dresdner Künstlerinnen“ und der Assoziation revolutionärer bildender Künstler (ASSO) und gehörte 1932 zu den Gründerinnen und Gründern der „Dresdner Sezession 1932“. Von den Nazis wurden ihre Werke wegen „barlachscher Tendenz“ als „entartete Kunst“ eingestuft, und nach 1934 konnte sie nicht mehr an Ausstellungen teilnehmen. Ihr Atelier wurde bei der Bombardierung Dresdens am 13. Februar 1945 zerstört.
Nach Kriegsende war sie ab 1945 auf den ersten wichtigen Kunstausstellungen in Sachsen vertreten, und sie beteiligte sich an künstlerischen Wettbewerben insbesondere für Denkmäler zum Gedenken an Opfer des Faschismus. 1947 erhielt sie den Ersten Preis für ihren Entwurf eines solchen Denkmals in Freital. 1949 gehörte sie zur Jury der 2. Deutschen Kunstausstellung in Dresden.
Lucie Prussog-Jahn war Mitglied im Verband Bildender Künstler der DDR.

## Bildnerische Darstellung Lucie Prussog-Jahns

### Fotografische Darstellung
- Fotografin/Fotograf unbekannt: Porträt Lucie Prussog-Jahn (F1935)[2]

### Darstellung in der bildenden Kunst
- Hermann Kohlmann: Porträt der Bildhauerin Lucie Prussog (Bleistiftzeichnung, 1948)[3]

## Rezeption
„…ihre Arbeiten sind stets von großer Geschlossenheit der Form. Ihr Thema ist der Mensch, ob sie einen Steinarbeiter, eine Wischfrau oder ein Kinderporträt schafft, immer sind ihre Plastiken vom Geist der Humanität erfasst.“

## Museen und öffentliche Sammlungen mit Werken Lucie Prussog-Jahns (unvollständig)
- Berlin: Neue Nationalgalerie[5]
- Dresden: Skulpturensammlung[6]
- Dresden: Städtische Galerie Dresden
- Frankfurt/Oder: Brandenburgisches Landesmuseum für moderne Kunst (vormals Museum Junge Kunst).

## Ausstellungen (unvollständig)

### Einzelausstellungen
- 1979 Hoyerswerda, Kleine Galerie im Otto-Grotewohl-Club (Bildhauerzeichnungen)
- 1979 Dresden, Galerie Comenius, und Hoyerswerda, Kleine Galerie (Bildhauerzeichnungen)
- 1989 Frankfurt/Oder, Galerie Junge Kunst
- 1980 Dresden, Pretiosensaal des Schlosses

### Gruppenausstellungen
- 1933: Bautzen, („5. Ausstellung der Arbeitsgemeinschaft der Lausitzer Bildenden Künstler“)[7]

- 1934: Dresden, Brühlsche Terrasse („Sächsische Kunstausstellung“)
- 1934: Dresden, Brühlsche Terrasse („Sächsische Aquarell-Ausstellung“)

- 1945/1946 Dresden, Ausstellung „Freie Künstler“[8]
- 1946 Dresden, Allgemeine Deutsche Kunstausstellung
- 1946 Dresden, Kunstausstellung Sächsischer Künstler
- 1947 Dresden, Erste Ausstellung Dresdner Künstler[9]
- 1947 Wanderkunstausstellung durch Westsachsen der Gruppe „Das Ufer“ (als Gast)[10]
- 1948 Leipzig, Ausstellung Dresdner Künstler[11]
- 1948 Leipzig, Ausstellung „150 Jahre soziale Strömungen in der bildenden Kunst“[12]

#### Postum
- 2012/2014 Dippoldiswalde, Museum Osterzgebirgsgalerie im Schloss Dippoldiswalde („Dresdner Sezession 1932“)
- 2018/2019 Heilbronn, Museum im Deutschhof („Bildhauerinnen. Von Kollwitz bis Genzken“)
- 2021 Cottbus, Brandenburgisches Landesmuseum für moderne Kunst („Umhüllt. Figurenbilder der klassischen Moderne“)[13]